# Abbaye de Bélapátfalva
L’ancienne abbaye de Bélapátfalva, également nommé de Bélháromkút (« les trois fontaines de Bél ») est un ancien monastère de moines cisterciens, fondé au XIIIe siècle et situé en Hongrie, dans la commune et le district éponymes, au pied du massif montagneux de Bükk, plus précisément au pied du Bél-kő (hu). Elle fut abandonnée devant l'avancée des Ottomans au XVIe siècle.

## Histoire

### Fondation

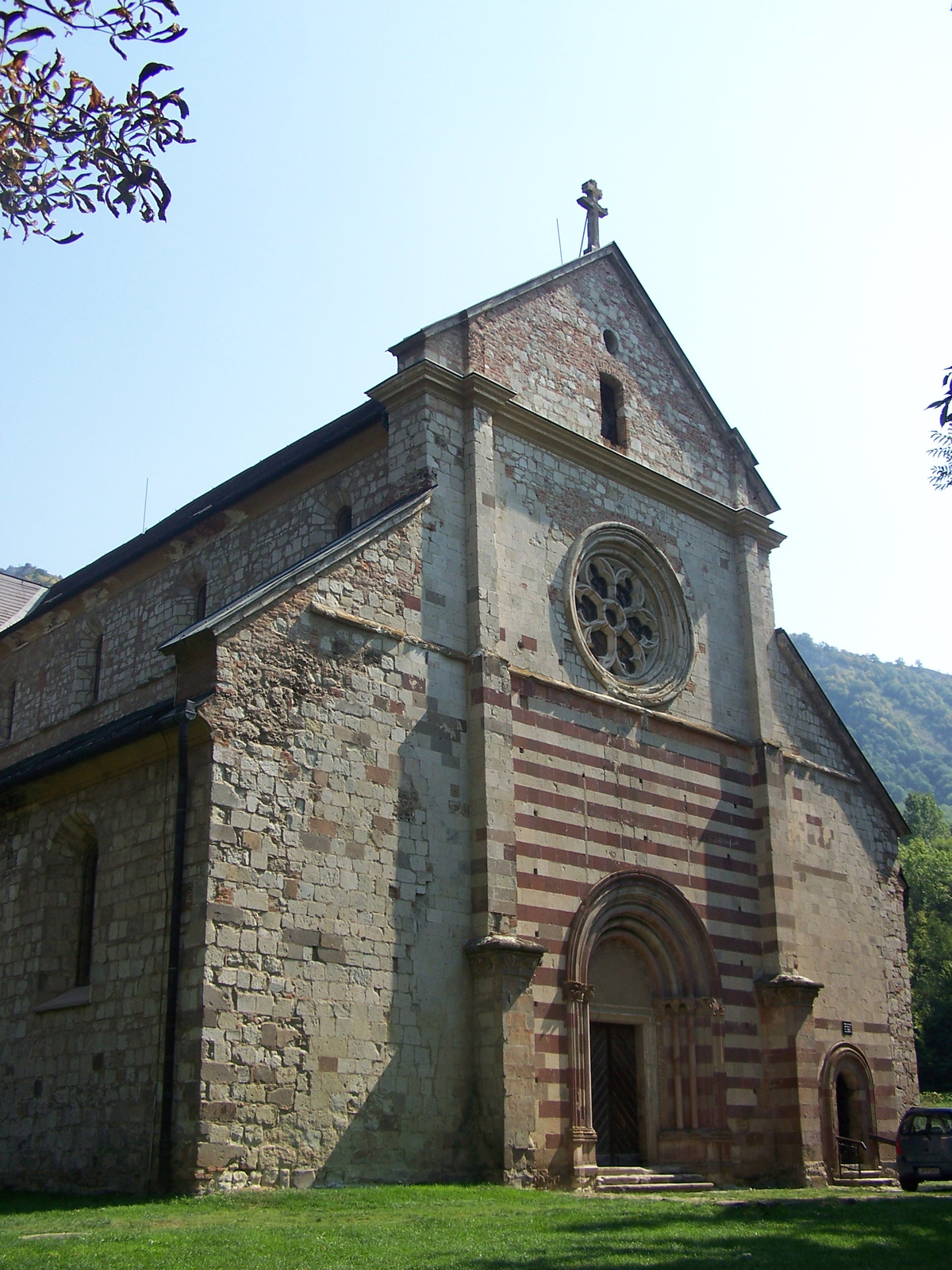
La façade de l'église abbatiale.

L'abbaye est fondée le 16 mai 1232 à l'initiative de l'évêque d'Eger, Kili II. La construction de l'abbaye est cependant interrompue par l'invasion mongole de 1241. En 1246, des chroniques indiquent que le monastère a été épargné ou a résisté, et que les moines y vivent

### L'abbaye médiévale
L'abbatiale actuelle est construite assez tardivement, aux XIVe et XVe siècles, en remplacement d'un édifice en style roman tardif, et est de style gothique.
La prospérité de l'abbaye diminue très fortement à la fin du Moyen Âge. En 1503, on n'y compte que trois moines.

### La fermeture
Après la bataille de Mohács, en 1526, et l'occupation ottomane qui s'étend jusqu'en 1552, les monastères hongrois sont fermés, ce qui est le cas de Bélapátfalva en 1530. Le monastère tombe lentement en ruine, état dans lequel il reste jusqu'en 1720. Une restauration à l'identique commence alors, et dure jusqu'en 1732, date à laquelle l'église est rouverte au culte, mais en tant qu'église paroissiale. Certains éléments, comme l'autel et la chaire, sont plus tardifs et datent de 1748. Le reste du monastère a servi de carrière de pierres, et il n'en reste que les soubassements.

## Site de l'abbaye

### Caractéristiques et protection
C'est la seule abbatiale cistercienne hongroise qui soit conservée dans son état originel. À ce titre, elle est aujourd'hui protégée en tant que monument sous le numéro 5433.
Des fouilles ont été réalisées sur le site de l'abbaye au milieu des années 1960, en même temps qu'un chantier de restauration de l'église.

### L'abbatiale

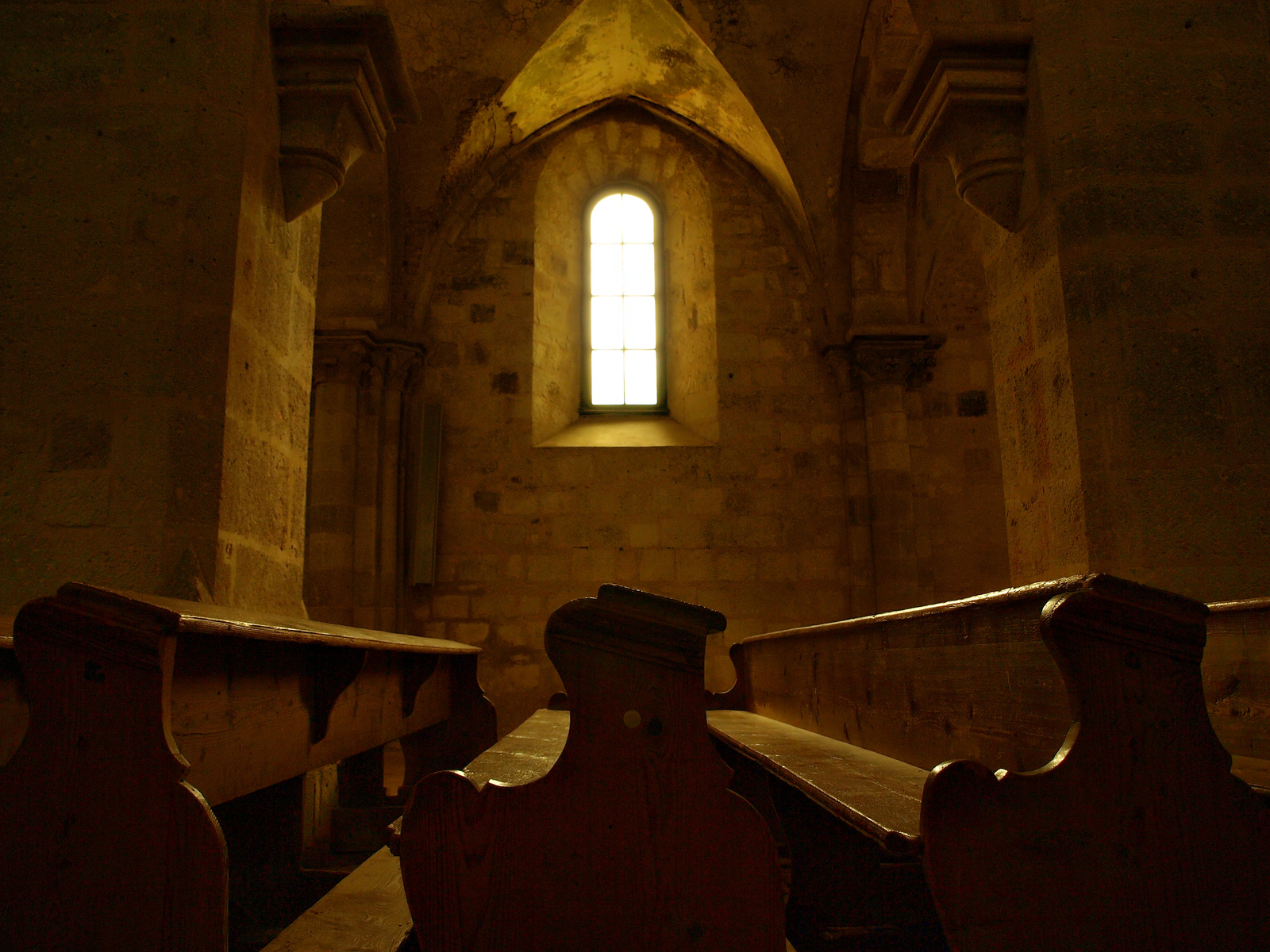
L'intérieur de l'église.

L'abbatiale est une église en croix latine, à trois nefs, sans clocher. Elle est consacrée à Émeric de Hongrie.

### Le cloître
Le cloître était de forme rectangulaire, mesurant vingt-et-un mètres de longueur par dix-sept de largeur.